# John Ronald Reuel Tolkien
John Ronald Reuel Tolkien, angleški pisatelj, * 3. januar 1892, Bloemfontein, Republika Južna Afrika, † 2. september 1973, Bournemouth, grofija Hampshire, Anglija, avtor Hobita in Gospodarja prstanov.
Obiskoval je šoli King Edward's School v Birminghamu in Oxfordsko univerzo, kjer je pozneje tudi opravljal poklic profesorja stare angleščine ter angleškega jezika in literature (v letih 1925- 1959). Bil je priznan leksikograf, jezikoslovec ter izvedenec za staro angleščino in staro norveščino. Bil je član literarne skupine imenovane Inklings, v kateri je prijateljeval z znanim pisateljem C. S. Lewisom, avtorjem zgodb o Narniji.
Poleg Hobita in Gospodarja prstanov, ki sta njegovi najbolj znani knjigi, vsebuje njegova bibliografija še ogromno del v sklopu njegovega domišljijskega sveta (glej članka Tolkienova mitologija in Srednji svet); večina teh del je bila izdana po njegovi smrti, uredil pa jih je njegov sin Christopher Tolkien. Neverjeten uspeh njegovih leposlovnih del je izrazito vplival na nastanek in širitev fantazijske književnosti. Objavil je tudi nekaj zgodb, napisanih na osnovi izmišljenih pravljic za svoje otroke, ki pa niso neposredno povezane s Srednjim svetom. Ostala objavljena dela so bila akademske narave.

## Življenjepis
John Ronald Reuel Tolkien se je rodil 3. januarja 1892 v Bloemfonteinu v Južnoafriški republiki očetu Arthurju Tolkienu, angleškemu bančniku, in njegovi ženi Mabel Tolkien, rojeni Suffield. Za mladega Johna je bilo odločilno, da je že zelo kmalu izgubil očeta, ki je zbolel in umrl v Južni Afriki, ko je bila njegova žena s sinovoma ravno v Angliji. Tako je morala mati Mabel skrbeti sama za dva sinova, Johna in Hilaryja. Živeli so v skromnih razmerah: iz Birminghama so se morali preseliti na deželo, v Sarehole v Warwickshiru, kjer je bilo življenje cenejše. Zaradi pomanjkanja sredstev je oba sinova za začetek učila kar mati sama. Poleg osnovne izobrazbe ga je poučevala tudi na področjih botanike, kaligrafije in latinščine. Kmalu se je pokazalo, da je mladi Tolkien nadarjen za jezike, ki so ga strastno zanimali, kakor ga je zanimalo vse, kar je lahko prebral.
Leta 1903 je Mabel Tolkien zbolela za tedaj še neozdravljivo sladkorno boleznijo in John je pri enajstih letih osirotel. Skupaj z bratom ju je vzel pod okrilje družinski prijatelj, pater Francis Xavier Morgan, ki ju je nastanil pri njuni teti Beatrice. Pater Morgan je poskrbel tudi za njuno izobrazbo. Johnov brat Hilary je postal katoliški duhovnik in je vse življenje preživel kot župnik v okolici Warwickshireja. John sam pa je bil že skoraj pravi filolog pred maturo, saj je na lastno pest lotil stare angleščine, stare nemščine in celo stare norveščine. Dobil je štipedijo za Oxford, kjer je vpisal klasične jezike in književnosti, kar pa ga je kmalu začelo dolgočasiti. Profesor komparativne filologije ga je spodbujal k filologiji in ga usmeril v valižanščino, ki je Tolkiena zanimala že prej. Prepisal se je na takrat novoustanovljeni oddelek za angleški jezik in književnost, znotraj tega pa za oddelek za staro angleščino. V tem času se je zaljubil tudi v finščino, ki je odločilno vplivala na razvoj njegovih umetnih jezikov.
Leta 1916 se je poročil s svojo mladostniško ljubeznijo Edith Bratt, s katero se je spoznal že 1908, ko mu je bilo le 16 let. Edith mu je kasneje služila kot vzor za vilinko Lúthien.
Preden pa je lahko uveljavil svoje nazore kot profesor stare angleščine na Univerzi v Leedsu, pa ga je čakala prva svetovna vojna. Zardi bolezni je bil umaknjen v Anglijo, kjer je skoraj leto dni preživel v bolnišnici. Prav tedaj je začel razmišljati o obelodanitvi svojega domišljijskega sveta v obliki knjige The Book of Lost Tales (Knjiga izgubljenih zgodb). Po ozdravitvi se je njegovo življenje vrtelo med družino (imel je tri sinove in hčer), univerzo (do 1920 je delal na univerzi v Leedsu, od 1925 so upokojitve pa je bil profesor v Oxfordu; na obeh univerzah je skušal uresničiti svoje nazore, reformiral je učni program in obveljal velik nasprotnik profesorjev za moderni jezik in književnost), strokovnim delom (sodeloval je pri Oxfordskem slovarju, objavil vrsto člankov in prevodov, zlasti pomemben je Sir Gawain in Zeleni Vitez z E.V. Gordonom, kasneje je objavljal manj) in zasebnimi interesi: domišljijskimi jeziki in Knjigo izgubljenih zgodb. 
John Ronald Reuel Tolkien je umrl 2. septembra 1973, v Bournemouthu v grofiji Hampshire (danes Dorset). Na mestu, kjer sta pokopana z ženo Edith, sta vgravirani imeni Beren in Lúthien.

### Fantazijska dela
- 1937 Hobit ali Tja in spet nazaj (v izvirniku The Hobbit or There and Back Again)
- 1945 Niglov list (kratka zgodba) - v izvirniku Leaf by Niggle
- 1949 Farmer Giles of Ham (srednjeveška zgodba)
- 1953 The Homecoming of Beorhtnoth, Beorhthelm's Son (objavljeno z esejem Ofermod)
- 1954 - 1955 Gospodar prstanov (trilogija, v izvirniku The Lord of the Rings)
  - 1954 Bratovščina prstana, prvi del trilogije Gospodar prstanov (v izvirniku The Fellowship of the Ring)
  - 1954 Stolpa, drugi del trilogije Gospodar prstanov (v izvirniku The Two Towers)
  - 1955 Kraljeva vrnitev, tretji del trilogije Gospodar prstanov (v izvirniku The Return of the King)
- 1967 The Road Goes Ever On (z Donaldom Swannom)
- 1965 Drevo in list (izbor krajše proze; skupaj objavljeni študija On Fairy-Stories in kratka zgodba Leaf by Niggle, v izvirniku Tree and Leaf)
- 1966 The Tolkien Reader (skupaj objavljena dela The Homecoming of Beorhtnoth, Beorthelm's Son, On Fairy Stories , Leaf by Niggle, Farmer Giles of Ham' in The Adventures of Tom Bombadil)
- 1966 Tolkien on Tolkien (avtobiografsko delo)
- 1967 Smith of Wootton Major

### Poezija
- The Battle of the Eastern Field 1911
- From the many-willow'd margin of the immemorial Thames 1913
- The Voyage of Eärendel the Evening Star 1914
- The Bidding of the Minstrel 1914
- Tinfang Warble 1914
- Goblin Feet 1915
- You and Me / and the Cottage of Lost Play 1915
- Kôr 1915, published as The City of the Gods in 1923
- Kortirion among the Trees 1915
- Over Old Hills and Far Away 1915
- A Song of Aryador 1915
- The Shores of Elfland 1915
- Habbanan beneath the Stars 1916
- The Sorrowful City 1916
- The Song of Eriol 1917
- The Horns of Ulmo 1917
- The Happy Mariners (objavljeno 1920, napisano 1915)
- Húrinova Otroka (pisano od 1920 (ali prej) do 1925)
- The Lay of Leithian 1925-1931
- The Clerke's Compleinte 1922
- Iúmonna Gold Galdre Bewunden 1923
- The Eadigan Saelidan 1923
- Why the Man in the Moon Came Down Too Soon 1923
- Enigmala Saxonic - a Nuper Inventa Duo 1923
- The Cat and the Fiddle: A Nursery-Rhyme Undone and its Scandalous Secret Unlocked 1923
- An Evening in Tavrobel 1924
- The Lonely Isle 1924
- The Princess Ni 1924
- Light as Leaf on Lindentree 1925
- The Nameless Land 1926
- Adventures in Unnatural History and Medieval Metres, being the Freaks of Fisiologus 1927:

- Fastitocalon
- Iumbo

- Tinfang Warble (objavljeno 1927, napisano 1914
- Progress in Bimble Town 1931
- Errantry 1933
- Firiel 1934
- Looney 1934
- The Adventures of Tom Bombadil (objavljeno 1934):

- The Adventures of Tom Bombadil
- Bombadil Goes Boating
- Errantry
- Little Princess Mee
- The Man in the Moon Stayed Up Too Late
- The Man in the Moon Came Down Too Soon
- The Stone Troll
- Perry-the-Winkle
- The Mewlips
- Oliphaunt
- Fastitocalon
- The Cat
- Shadow-Bride
- The Hoard
- The Sea-Bell
- The Last Ship

- Songs for the Philologists, (z E.V. Gordonom, objavljeno 1936):

- Bagme Bloma
- Éadig Béo þu!
- Frenchmen Froth
- From One to Five
- I Sat upon a Bench
- Ides Ælfscýne
- La Húru
- Lit and Lang
- Natura Apis: Morali Ricardi Eremite
- Ofer Wídne Gársecg
- The Root of the Boot
- Ruddoc Hana
- Syx Mynet

- The Dragon's Visit 1937
- Knocking at the Door: Lines induced by sensations when waiting for an answer a the door of an Exalted Academic Person 1937
- The Lay of Aotrou and Itroun (objavljeno v Welsh Review, decembra 1945)
- Imram (The Death of St. Brendan) 1946 (objavljeno v Time and Tide, decembra 1955)
- Elvish translations of catholic prayers (objavljeno v Vinyar Tengwar, 2002, napisano v 1950-ih)

- Ataremma versions (Quenya Pater Noster) versions I-VI
- Aia María (Quenya Ave Maria) versions I-IV
- Litany of Loreto in Quenya
- Ortírielyanna (Quenya Sub Tuum Praesidium)
- Alcar i Ataren (Quenya Gloria Patri)
- Alcar mi tarmenel na Erun (Quenya Gloria in Excelsis Deo)
- Ae Adar Nín (Sindarin Pater Noster)

- The Homecoming of Beorhtnoth, Beorhthelm's Son'' 1953
- Bilbo's Last Song 1966 (prvič objavljeno na posterju 1974)
- Once upon a time 1965
- For W. H. A. 1967
- The Flight of the Noldoli from Valinor (objavljeno 1985 v The Lays of Beleriand)
- The Lay of Eärendel (objavljeno 1985 v The Lays of Beleriand)
- Narqelion (objavljeno 1988 v Mythlore)
- Mythopoeia (objavljeno v nekaterih izdajah Tree and Leaf, ponovno objavljeno 1999 v angleški izdaji Tree and Leaf)

### Posmrtno objavljena dela
- 1918 Povest o Hurinovih otrocih (nedokončan roman) (v izvirniku The children of Hurin), uredil ga je njegov sin, Christopher Tolkien.

## Zapuščina
Tolkien velja za utemeljitelja sodobne fantazijske literature. Poleg vseobsegajočega vpliva na fantazijsko literaturo so njegova dela navdihnila tudi drugovrstno umetnost - slikarstvo, film in glasbo (tri skladbe angleške hard rock/metal skupine Led Zeppelin črpajo teme iz Tolkienovih del).